# Openbaar vervoer in Deventer

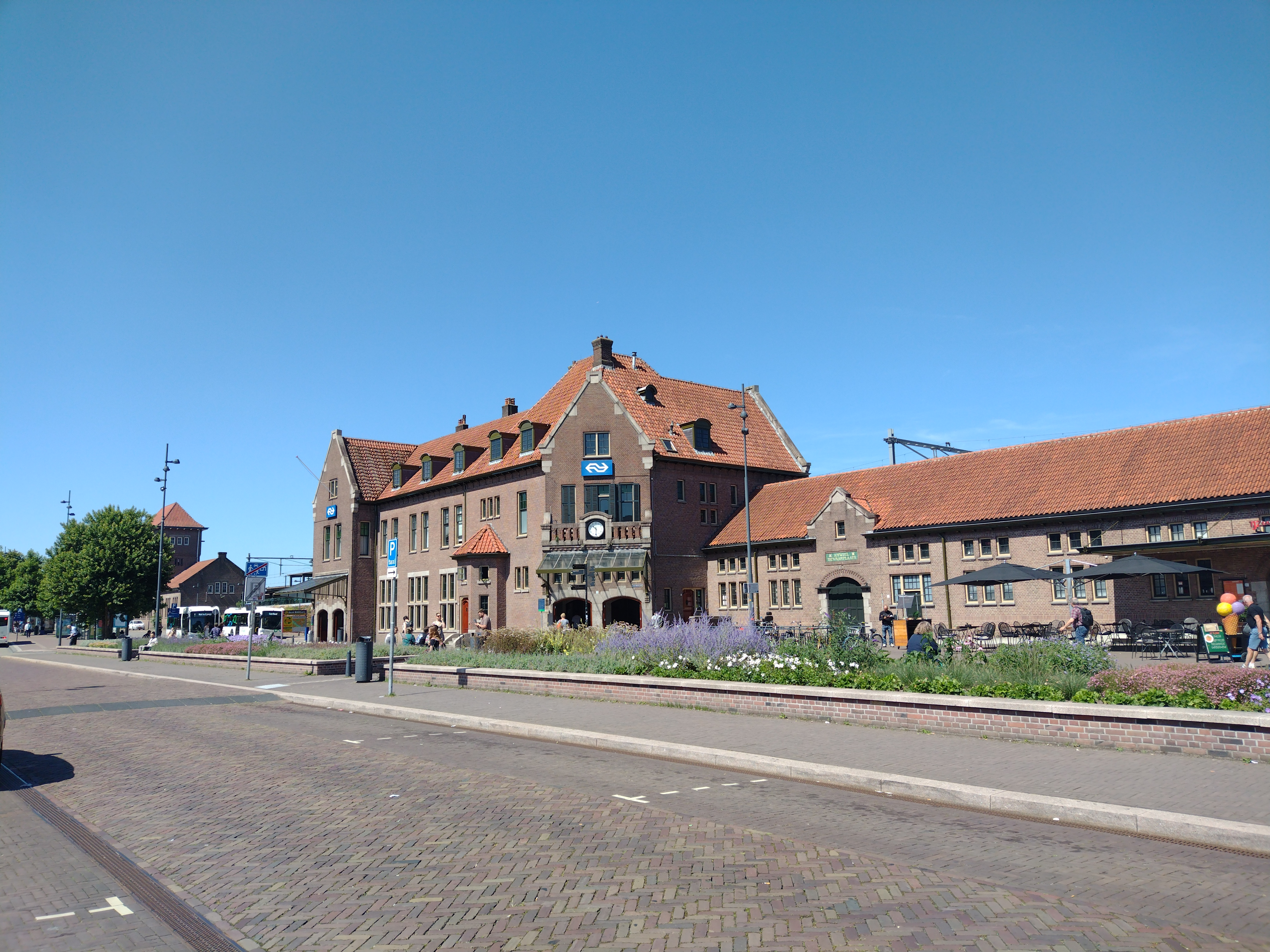
Heringericht stationsplein anno 2024

Het openbaar vervoer in Deventer bestaat uit diverse vormen van openbaar vervoer. De stad beschikt over twee treinstations, station Deventer en station Deventer Colmschate. Station Deventer ligt nabij het centrum en station Deventer Colmschate in de wijk Colmschate.
Vanaf station Deventer vertrekken treinen richting Den Haag, Roosendaal, Schiphol, Amsterdam, Enschede en Zwolle.
Vanaf het busstation vertrekken stadsbussen naar verschillende wijken van de stad en plaatsen in de omgeving. Dit wordt voornamelijk verzorgd door EBS onder de naam RRReis. Ook verzorgt EBS de busverbindingen naar omringende steden in Overijssel. De verbindingen naar Gelderland worden verzorgd door Arriva.

## Geschiedenis
In 1860 werd besloten de belangrijkste steden in Nederland te verbinden met spoorlijnen. De Staat zorgde voor de aanleg van deze zogenaamde "Staatslijnen". Staatslijn A werd aangelegd om plaatsen als Arnhem, Zutphen, Deventer, Zwolle, Heerenveen en Leeuwarden met elkaar te verbinden. Op 5 augustus 1865 werd de stad per spoor verbonden met Arnhem. Het traject naar Zwolle kwam ruim een jaar later gereed. De exploitatie werd verricht door de Maatschappij tot Exploitatie van Staatsspoorwegen (SS).
Ruim twintig jaar later, in 1887, legde de Koninglijke Nederlandsche Locaalspoorweg-Maatschappij de spoorlijn Apeldoorn - Deventer aan. Een jaar later werd de lijn doorgetrokken naar Almelo. De Hollandsche IJzeren Spoorweg-Maatschappij (HIJSM) zorgde voor de exploitatie. Aangezien de SS en de HIJSM concurrenten waren, kreeg de spoorlijn een eigen station. De spoorlijnen kruisten elkaar gelijkvloers ten noordwesten van beide stations. De lijn was aangelegd als lokaalspoorlijn maar werd al binnen vijf jaar omgebouwd tot hoofdspoorweg.
Weer ruim twintig jaar later, in 1910, werd de spoorlijn naar Raalte en Ommen geopend. De Overijsselsche Lokaalspoorweg-Maatschappij Deventer - Ommen zorgde voor de aanleg. De exploitatie werd verricht door de SS, zodat het station van de SS gebruikt kon worden. In diezelfde tijd werd begonnen met de aanpassing van de spoorlijnen in Deventer. De spoorlijnen werden opgehoogd om ongelijkvloerse kruisingen met het wegverkeer mogelijk te maken.
Nadat de lokaallijn tussen Apeldoorn en Almelo was opgewaardeerd tot hoofdspoorweg, werd de lijn een steeds belangrijker oost-westverbinding. Bij de fusie tussen de SS en HSM in 1917 werd dan ook besloten de spoorlijn te verdubbelen. Ook de lijn tussen Zwolle en Zutphen werd niet lang daarna verdubbeld. Beide spoorlijnen zijn begin jaren 50 geëlektrificeerd. Deventer werd hiermee een belangrijk kruispunt van spoorlijnen uit alle windrichtingen. Tussen het noorden en het zuiden rijden al sinds jaar en dag de doorgaande (snel)treinen tussen Zwolle en Nijmegen en verder. In de jaren 50 en 60 hadden deze als eindbestemming afwisselend Roosendaal en Eindhoven. Op de andere lijn rijden de treinen tussen de Randstad enerzijds en Twente en Duitsland anderzijds.

### Spoorslag '70
Bij de invoering van het consequente dienstregelingconcept Spoorslag '70 kregen de lange-afstandsverbindingen een vast uurpatroon. De intercity's tussen Zwolle en het zuiden reden hierbij eenmaal per uur tot Roosendaal en eenmaal per uur door naar Vlissingen. Echte intercity's waren het in de beginjaren nog niet. Eenmaal per uur werden de stations Olst en Wijhe overgeslagen, het andere halfuur werd niet gestopt op de stations tussen Zutphen en Arnhem. Later werden meer stations voorbijgereden. Sinds 1988 rijden alle treinen tot Roosendaal. Tijdens de dienstregelingen van 2007 en 2008 was de dienst ingekort tot Zwolle - Nijmegen.
Ook de intercity's tussen de Randstad en Twente en Duitsland anderzijds rijden sinds 1970 in een vast uurpatroon. Het ene halfuur reden de treinen tussen Amsterdam en Enschede en het andere halfuur reed de trein tussen Rotterdam / Den Haag en Enschede. In eerste instantie reed de trein van/naar Den Haag en Rotterdam tussen Deventer en Enschede als stoptrein. Later werd deze trein in Deventer gesplitst en reed het Haagse deel als stoptrein. Deze situatie heeft tot halverwege de jaren 90 geduurd. Sindsdien rijdt er een aparte stoptrein tussen Deventer en Enschede (later Almelo) en blijft van de intercity vaak een deel in Deventer achter. De intercity's naar Amsterdam kregen in 1986 Hoofddorp als eindbestemming, vanaf 1995 werd de trein gesplitst in een deel naar Amsterdam en een deel dat via de Zuidtak naar Schiphol reed. Vanaf 2007 rijden deze treinen alleen nog tussen Schiphol en Enschede en is het centraal station van Amsterdam niet meer rechtstreeks vanuit Twente te bereiken met uitzondering van de internationale trein.

### Dienstregeling 2007
Bij de dienstregeling die inging in december 2006 is een aantal grootschalige wijzigingen doorgevoerd. Behalve de eerder genoemde (tijdelijke) knip in de verbinding Zwolle - Roosendaal en het vervallen van Amsterdam als eindbestemming van de intercity's uit Enschede, geldt voor station Deventer nog een aantal andere wijzigingen. Door de opening van de stations Twello en Apeldoorn Osselveld zijn de stoptreinen uit Almelo doorgetrokken naar Apeldoorn. Vanaf december 2008 rijden deze stoptreinen op werkdagen tweemaal per uur. Ook kwam er een aparte intercityverbinding tussen Deventer en Amsterdam. Deze treinen rijden over het algemeen in de brede spits, maar ook op enkele andere tijdstippen verspreid over de dag en in het weekend.

## Treinvervoer

### Stations
Gesloten Stations / Stopplaatsen
- Stopplaats Colmschate (1890-1918)
- Stopplaats Snippeling (1890-1918)
- Stopplaats Boksbergerweg (1891-1919)
- Stopplaats De Platvoet (1891-1921)
- Stopplaats Rande (1891-1918)
- Station Diepenveen West (1866-1936 en 1940-1941)
- Station Diepenveen Oost (1910-1935)
- Stopplaats Hoek (1910-1933)

Huidig
- Station Deventer
- Station Deventer Colmschate

### Verbindingen
In de dienstregeling 2025 stoppen de volgende treinseries in Deventer:
| Serie         | Treinsoort                                    | Route | Bijzonderheden |
| ------------- | --------------------------------------------- | --- | --- |
| 140/240 IC 77 | Intercity (NS International / DB Fernverkehr) | Amsterdam Centraal – Hilversum – Amersfoort Centraal – Apeldoorn – Deventer – Hengelo – Bad Bentheim – Rheine – Osnabrück Hbf – Bünde (Westf) – Hannover Hbf – Berlin-Spandau – Berlin Hbf – Berlin Ostbahnhof     | Stopt niet in Almelo. Rijdt elke twee uur. |
| 450           | European Sleeper (European Sleeper)           | Brussel-Zuid – Antwerpen-Centraal – Roosendaal – Rotterdam Centraal – Den Haag HS – Schiphol Airport – Amsterdam Centraal – Amersfoort Centraal – Deventer – Bad Bentheim – Berlin Hbf – Dresden Hbf – Praha hl.n. | Stopt 2-3x per week. Stopt richting Brussel niet op Schiphol Airport en Den Haag HS.                                                                |
| 1500          | Intercity (NS)                                | Amsterdam Centraal – Hilversum – Amersfoort Centraal – Apeldoorn – Deventer | Rijdt op werkdagen tijdens de spits van/naar Deventer. Tussen de spitsen is dat 1x per 2 uur. Rijdt in het weekend enkele ritten van/naar Deventer. |
| 1700          | Intercity (NS)                                | Den Haag Centraal – Gouda – Utrecht Centraal – Amersfoort Centraal – Apeldoorn – Deventer – Almelo – Hengelo – Enschede                                                                                            | Rijdt na 20:00 uur tussen Enschede en Utrecht Centraal en rijdt dan vanaf Utrecht Centraal door als Intercity 2800 naar Rotterdam Centraal.         |
| 3600          | Intercity (NS)                                | Roosendaal – Breda – Tilburg – 's-Hertogenbosch – Nijmegen – Arnhem Centraal – Dieren – Zutphen – Deventer – Zwolle                                                                                                | |
| 7000          | Sprinter (NS)                                 | Apeldoorn – Deventer – Deventer Colmschate – Almelo – Hengelo – Enschede | Rijdt in de spits van/naar Enschede |

Bij thuiswedstrijden van FC Twente rijden er supporterstreinen als stoptrein tussen naar Enschede.

### Internationale verbindingen
Sinds 1892 rijden er internationale treinen tussen de Randstad en Duitsland via Deventer. In dat jaar was de voormalige lokaallijn Apeldoorn - Almelo omgebouwd tot hoofdspoorweg en had de HSM via de spoorlijn Almelo - Salzbergen een eigen aansluiting op de doorgaande spoorlijn richting Hannover. Zowel vanuit Amsterdam als vanuit Hoek van Holland en Rotterdam reden dagelijks D-treinen naar Duitsland, Scandinavië en zelfs Rusland. Sprekende namen van deze treinen waren de Holland-Scandinavië Expres, Nord-West Expres en Hoek-Warszawa Expres. De treinen bevatten rijtuigen voor steden als Berlijn, Warschau, Kopenhagen en Moskou. Tussen de D-treinen reden ook enkele 'normale' doorgaande treinen tussen Amsterdam en steden als Osnabrück en Hannover. Vanaf 1991, enkele jaren na de val van de Muur en het verdwijnen van het IJzeren Gordijn reden steeds meer internationale treinen door naar Berlijn. Door de teruglopende belangstelling reed in mei 1993 de laatste internationale trein vanuit Hoek van Holland.
Sinds de invoering van de consequente dienstregeling bij Spoorslag '70 rijden de meeste internationale treinen in de tijdsschema's van de 'Amsterdamse' intercity's. Tussen 1992 en 2006 reden de internationale treinen echter los van de overige intercity's. Rond 2009 rijden de internationale treinen overdag om de twee uur tussen Schiphol en Berlijn. Per dag reed één trein door naar het Poolse Szczecin. Omwille van de populariteit van station Amsterdam Centraal onder internationale reizigers is Schiphol als begin- en eindpunt verwisseld voor Amsterdam.

## Busvervoer

### Stadsbussen
Alle stadslijnen worden geëxploiteerd door EBS onder de naam RRReis.
| Lijn | Route                               | Via                                                                                     | Bijzonderheden      |
| ---- | ----------------------------------- | --------------------------------------------------------------------------------------- | ------------------- |
| 1    | Station Deventer - De Vijfhoek      | Snippeling, Blauwenoord, Colmschate                                                     | Ringlijn met lijn 5 |
| 2    | Station Deventer - Platvoet         | Keizerslanden, Borgele                                                                  | Ringlijn met lijn 3 |
| 3    | Station Deventer - Platvoet         | Zwolse Wijk, Zandweerd                                                                  | Ringlijn met lijn 2 |
| 4    | Station Deventer - Schalkhaar       |                                                                                         |                     |
| 5    | Station Deventer - De Vijfhoek      | Ziekenhuis                                                                              | Ringlijn met lijn 1 |
| 6    | Station Deventer - Colmschate       | Rivierenwijk, Snippeling, Het Bramelt, Handelspark, Colmschate Zuid, Station Colmschate |                     |
| 7    | Station Deventer - Station Deventer | Bergweide, Hanzepark, Kloosterlanden, Snippeling                                        | Ringlijn            |
| 8    | Station Deventer - Bedrijvenpark A1 | Snippeling, Het Bramelt                                                                 |                     |

### Streekbussen
| Lijn | Route                                    | Via                                                                  | Vervoerder | Bijzonderheden                         |
| ---- | ---------------------------------------- | -------------------------------------------------------------------- | ---------- | -------------------------------------- |
| 57   | Station Deventer - Borculo Busstation    | Epse, Hassink, Harfsen, Laren, Lochem, Barchem                       | Arriva     | Rijdt niet 's avonds en in het weekend |
| 81   | Station Deventer - Station Zutphen       | Epse, Gorssel, Eefde                                                 | Arriva     |                                        |
| 160  | Station Deventer - Bathmen Schipbeeksweg | Colmschate                                                           | EBS        |                                        |
| 161  | Station Deventer - Hasselt Centrum       | Diepenveen, Boskamp, Olst, Den Nul, Wijhe, Windesheim, Zwolle, Genne | EBS        | Rijdt niet 's avonds en in het weekend |
| 165  | Station Deventer - Station Raalte        | Schalkhaar, Wesepe, Pleegste                                         | EBS        |                                        |

### Overige bussen
| Lijn | Route                                       | Via                             | Vervoerder | Soort     | Bijzonderheden                                                            |
| ---- | ------------------------------------------- | ------------------------------- | ---------- | --------- | ------------------------------------------------------------------------- |
| 517  | Station Deventer - Heeten Centrum           | Ziekenhuis                      | EBS        | Buurtbus  | Rijdt niet 's avonds en op zondag                                         |
| 590  | Station Deventer - Nieuw Heeten 't Pleintie | Ziekenhuis, Lettele, Okkenbroek | EBS        | Buurtbus  | Rijdt niet 's avonds en op zondag                                         |
| 660  | Deventer De Scheg - Holten Diessenplas      | Bathmen, Dijkerhoek             | EBS        | Schoolbus | 's Ochtends twee ritten naar Holten, 's middags drie ritten naar Deventer |

## Fietsen, taxi's en parkeren
Bij het centraal station is beperkte parkeergelegenheid voor auto's. Er is een bewaakte fietsenstalling, en er zijn meerdere onbewaakte fietsenstallingen. Bij het station is een standplaats voor treintaxi's en gewone taxi's. Deventer Colmschate is voorzien van fietskluizen en onbewaakte fietsenstallingen. Er is een grote parkeerplaats bij sportcentrum 'De Scheg'.